# Luxemburg op het Eurovisiesongfestival 1987
Luxemburg nam deel aan het Eurovisiesongfestival 1987 in Brussel, België. Het was de eenendertigste deelname van het land aan het Eurovisiesongfestival.

## Selectieprocedure
Net zoals een jaar eerder, werd in 1987 gekozen voor een interne selectie door de nationale omroep. Er werd gekozen voor de zanger Plastic Bertrand met het lied Amour, amour.

## In Brussel
Op het songfestival trad Luxemburg als 13de aan, na Nederland en voor het Verenigd Koninkrijk. Op het einde van de puntentelling bleek dat het land op een eenentwintigste plaats was geëindigd met 4 punten. Nederland en België hadden geen punten over voor deze inzending.

### Gekregen punten

#### Finale
| 12 punten | 10 punten | 8 punten | 7 punten                         | 6 punten |
| --------- | --------- | -------- | -------------------------------- | -------- |
|           |           |          |                                  |          |
| 5 punten  | 4 punten  | 3 punten | 2 punten                         | 1 punt   |
|           |           |          | - Portugal - Verenigd Koninkrijk |          |

### Punten gegeven door Luxemburg

#### Finale
Punten gegeven in de finale:
| 12 punten | Frankrijk           |
| 10 punten | Ierland             |
| 8 punten  | Nederland           |
| 7 punten  | Griekenland         |
| 6 punten  | Duitsland           |
| 5 punten  | België              |
| 4 punten  | Italië              |
| 3 punten  | Zwitserland         |
| 2 punten  | Finland             |
| 1 punt    | Verenigd Koninkrijk |

1956 · 1957 · 1958 · 1959 · 1960 · 1961 · 1962 · 1963 · 1964 · 1965 · 1966 · 1967 · 1968 · 1969 · 1970 · 1971 · 1972 · 1973 · 1974 · 1975 · 1976 · 1977 · 1978 · 1979 · 1980 · 1981 · 1982 · 1983 · 1984 · 1985 · 1986 · 1987 · 1988 · 1989 · 1990 · 1991 · 1992 · 1993 · 1994-2023 · 2024 · 2025